# Canottaggio ai Giochi della V Olimpiade
Le gare di canottaggio dei Giochi della V Olimpiade si sono svolte alla Djurgårdsbrunnsviken a Stoccolma tra il 17 e il 19 luglio 1912. Il campo di regata ospitava solo due armi e aveva una lunghezza di 1200 metri.

## Nazioni partecipanti
- Australasia  (10)
- Austria  (6)
- Belgio (6)
- Boemia(2)
- Canada  (10)
- Danimarca (15)
- Finlandia (6)
- Francia (17)
- Germania (26)
- Regno Unito (24)
- Ungheria (11)
- Norvegia (24)
- Russia (1)
- Svezia (28)

## Podi
| Evento                           | Oro | Perform. | Argento | Perform. | Bronzo | Perform. |
| Singolo maschile (dettagli)      | Wally Kinnear | 7'47"3   | Polydore Veirman | 7'56"0   | Mart Kuusik Everard Butler | -        |
| Quattro con maschile (dettagli)  | Ludwigshafener Ruderverein Albert Arnheiter Hermann Wilker Rudolf Fickeisen Otto Fickeisen Otto Maier                                      | 6'59"4   | Thames Rowing Club Julius Beresford Karl Vernon Charles Rought Bruce Logan Geoffrey Carr                                                                        | -        | Polyteknisk Roklub Erik Bisgaard Rasmus Frandsen Mikael Simonsen Poul Thymann Ejgil Clemmensen Kristiania Roklub Henry Larsen Mathias Torstensen Theodor Klem Haakon Tønsager Ejnar Tønsager | -        |
| Quattro Con Inriggers (dettagli) | Nykjøbings paa Falster Ejler Allert Christian Hansen Carl Møller Carl Pedersen Poul Hartmann                                               | 7'44"6   | Roddklubben af 1912 Ture Rosvall William Bruhn-Möller Konrad Brunkman Herman Dahlbäck Leo Wilkens                                                               | 7'56"9   | Ormsund Roklub Claus Høyer Reidar Holter Max Herseth Frithjof Olstad Olaf Bjørnstad | -        |
| Otto maschile (dettagli)         | Leander Club Edgar Burgess Sidney Swann Leslie Wormald Ewart Horsfall Angus Gillan Stanley Garton Alister Kirby Philip Fleming Henry Wells | 6'16"2   | New College Oxford William Fison William Parker Thomas Gillespie Beaufort Burdekin Frederick Pitman Arthur Wiggins Charles Littlejohn Robert Bourne John Walker | 6'18"6   | Berliner Ruderverein von 1876 Otto Liebing Max Bröske Max Vetter Willi Bartholomae Fritz Bartholomae Werner Dehn Rudolf Reichelt Hans Matthiae Kurt Runge                                    | -        |

## Medagliere
| Posizione | Paese       | Oro | Argento | Bronzo | Totale |
| --------- | ----------- | --- | ------- | ------ | ------ |
| 1         | Regno Unito | 2   | 2       | 0      | 4      |
| 2         | Danimarca   | 1   | 0       | 1      | 2      |
| 2         | Germania    | 1   | 0       | 1      | 2      |
| 4         | Belgio      | 0   | 1       | 0      | 1      |
| 4         | Svezia      | 0   | 1       | 0      | 1      |
| 6         | Norvegia    | 0   | 0       | 2      | 2      |
| 7         | Canada      | 0   | 0       | 1      | 1      |
| 7         | Russia      | 0   | 0       | 1      | 1      |
| Totale    | Totale      | 4   | 4       | 6      | 14     |